# Dąbrowa Chełmińska (plaats)
Dąbrowa Chełmińska is een dorp in het Poolse woiwodschap Koejavië-Pommeren, in het district Bydgoski. De plaats maakt deel uit van de gemeente Dąbrowa Chełmińska en telt 1400 inwoners.